# Fondazione Tancredi di Barolo
La Fondazione Tancredi di Barolo è una fondazione privata, senza fine di lucro, con sede nella città di Torino e che opera negli ambiti caritativo, assistenziale e culturale.

## Storia
La Fondazione, nata nel 2002, si ispira alle iniziative di carattere pedagogico promosse nella prima metà dell’Ottocento dai marchesi Barolo, i coniugi Juliette Colbert e Tancredi Falletti di Barolo . Tra le varie iniziative, si annovera il primo asilo infantile del Piemonte rivolto alle famiglie meno abbienti del territorio cittadino aperto nel palazzo nel 1829 .
L’ente è composto dal cospicuo fondo di libri, disegni originali, giochi e materiale didattico donato da Marilena e Pompeo Vagliani, collezionisti e studiosi torinesi,  e grazie alla disponibilità dell’Opera Pia Barolo a destinare locali e servizi all’interno di Palazzo di famiglia. All’interno della Fondazione trova luogo il Centro Studi, la Biblioteca Internazionale di Letteratura giovanile , l’Archivio e il MUSLI (Museo della Scuola e del Libro per l’Infanzia), che dal 2006 fa parte del circuito dei Musei torinesi.
La Fondazione promuove il recupero, la salvaguardia e la valorizzazione di fondi librari, documentari e iconografici di interesse storico legati al mondo dell’infanzia e della scuola in Italia e in Europa. 
L’ente lavora nel campo della ricerca, realizzando studi, pubblicazioni e convegni, e opera con iniziative e progetti riguardanti la storia della scuola, della pedagogia e dell’editoria per l’infanzia; attraverso il MUSLI propone percorsi didattici specifici per gli istituti scolastici, che permettono di approfondire la storia della scuola e del libro.
La Fondazione fa parte, dal 2018, della Tabella degli Istituti Culturali riconosciuti e sostenuti dal Ministero della Cultura  e, dal 2021, della Tabella degli enti di rilievo regionale sostenuti da Regione Piemonte.
Il MUSLI ha vinto nel 2020 il Premio Andersen dedicato alle migliori opere, gli autori, gli illustratori, le collane per bambini e ragazzi .